# Album 100
De Album 100 is een jaarlijkse lijst van de beste albums aller tijden en wordt uitgezonden op Studio Brussel rond Hemelvaartsdag.

## Album 100 van...

### 1998
| Nummer | Artiest      | Album                                 |
| ------ | ------------ | ------------------------------------- |
| 1      | Radiohead    | OK Computer                           |
| 2      | Nirvana      | Nevermind                             |
| 3      | U2           | Achtung Baby                          |
| 4      | Pearl Jam    | Ten                                   |
| 5      | dEUS         | In a Bar, Under the Sea               |
| 6      | Metallica    | The Black Album                       |
| 7      | The Beatles  | Sgt. Pepper's Lonely Hearts Club Band |
| 8      | R.E.M.       | Automatic for the People              |
| 9      | Radiohead    | The Bends                             |
| 10     | Pink Floyd   | The Dark Side of the Moon             |
| ...    | ...          | ...                                   |
| 96     | The Prodigy  | Music for the Jilted Generation       |
| 97     | Björk        | Debut                                 |
| 98     | Led Zeppelin | Led Zeppelin IV                       |
| 99     | Iggy Pop     | Lust for Life                         |
| 100    | The Cure     | Pornography                           |

### 1999
| Nummer | Artiest            | Album                                  |
| ------ | ------------------ | -------------------------------------- |
| 1      | Radiohead          | OK Computer                            |
| 2      | Nirvana            | Nevermind                              |
| 3      | dEUS               | The Ideal Crash                        |
| 4      | U2                 | Achtung Baby                           |
| 5      | dEUS               | In a Bar, Under the Sea                |
| 6      | R.E.M.             | Automatic for the People               |
| 7      | Metallica          | The Black Album                        |
| 8      | Pearl Jam          | Ten                                    |
| 9      | Smashing Pumpkins  | Mellon Collie and the Infinite Sadness |
| 10     | Jeff Buckley       | Grace                                  |
| ...    | ...                | ...                                    |
| 96     | Michael Jackson    | Thriller                               |
| 97     | Oasis              | (What's the Story) Morning Glory?      |
| 98     | Bob Dylan          | Blood on the Tracks                    |
| 99     | The Rolling Stones | Exile on Main Street                   |
| 100    | The Verve          | Urban Hymns                            |

### 2000
| Nummer | Artiest            | Album                             |
| ------ | ------------------ | --------------------------------- |
| 1      | Nirvana            | Nevermind                         |
| 2      | Radiohead          | OK Computer                       |
| 3      | Jeff Buckley       | Hallelujah                        |
| 4      | Metallica          | The Black Album                   |
| 5      | U2                 | Achtung Baby                      |
| 6      | Pearl Jam          | Ten                               |
| 7      | dEUS               | The Ideal Crash                   |
| 8      | R.E.M.             | Automatic for the People          |
| 9      | Arid               | Little Things of Venom            |
| 10     | Live               | Throwing Copper                   |
| ...    | ...                | ...                               |
| 96     | Pixies             | Bossanova                         |
| 97     | Joy Division       | Unknown Pleasures                 |
| 98     | Eagles             | Hotel California                  |
| 99     | Oasis              | (What's the Story) Morning Glory? |
| 100    | The Rolling Stones | Exile on Main Street              |

### 2001
| Nummer | Artiest               | Album                    |
| ------ | --------------------- | ------------------------ |
| 1      | Nirvana               | Nevermind                |
| 2      | Radiohead             | OK Computer              |
| 3      | Jeff Buckley          | Grace                    |
| 4      | Pearl Jam             | Ten                      |
| 5      | Metallica             | The Black Album          |
| 6      | Moby                  | Play                     |
| 7      | R.E.M.                | Automatic for the People |
| 8      | U2                    | Achtung Baby             |
| 9      | Red Hot Chili Peppers | Californication          |
| 10     | Live                  | Throwing Copper          |
| ...    | ...                   | ...                      |
| 96     | Das Pop               | I Love                   |
| 97     | Placebo               | Without You I'm Nothing  |
| 98     | The Doors             | L.A. Woman               |
| 99     | The Triffids          | Born Sandy Devotional    |
| 100    | Bob Marley            | Legend                   |

### 2003
De Album 100 van 2003 werd uitgezonden op 27 maart 2003.
| Nummer | Artiest               | Album                       |
| ------ | --------------------- | --------------------------- |
| 1      | Nirvana               | Nevermind                   |
| 2      | Radiohead             | OK Computer                 |
| 3      | Metallica             | The Black Album             |
| 4      | Red Hot Chili Peppers | Californication             |
| 5      | Pearl Jam             | Ten                         |
| 6      | Jeff Buckley          | Grace                       |
| 7      | Moby                  | Play                        |
| 8      | Coldplay              | A Rush of Blood to the Head |
| 9      | U2                    | Achtung Baby                |
| 10     | Radiohead             | The Bends                   |
| ...    | ...                   | ...                         |
| 96     | The Beatles           | Abbey Road                  |
| 97     | Metallica             | S&M                         |
| 98     | Rolling Stones        | Exile on Main Street        |
| 99     | Joy Division          | Unknown Pleasures           |
| 100    | Live                  | The Distance to Here        |

### 2004
De Album 100 van 2004 werd uitgezonden op 20 maart 2004.
| Nummer | Artiest               | Album                        |
| ------ | --------------------- | ---------------------------- |
| 1      | Nirvana               | Nevermind                    |
| 2      | Radiohead             | OK Computer                  |
| 3      | Metallica             | The Black Album              |
| 4      | Pearl Jam             | Ten                          |
| 5      | Coldplay              | A Rush of Blood to the Head  |
| 6      | Red Hot Chili Peppers | Californication              |
| 7      | Jeff Buckley          | Grace                        |
| 8      | Moby                  | Play                         |
| 9      | Radiohead             | The Bends                    |
| 10     | Nirvana               | MTV Unplugged in New York    |
| ...    | ...                   | ...                          |
| 96     | Dido                  | Life For Rent                |
| 97     | Prince                | Purple Rain                  |
| 98     | Lou Reed              | Berlin                       |
| 99     | Rolling Stones        | Exile on Main Street         |
| 100    | Simple Minds          | New Gold Dream (81-82-83-84) |

### 2005
De Album 100 van 2005 werd uitgezonden op 5 mei 2005.
| Nummer | Artiest      | Album                             |
| ------ | ------------ | --------------------------------- |
| 1      | Nirvana      | Nevermind                         |
| 2      | Radiohead    | OK Computer                       |
| 3      | Pearl Jam    | Ten                               |
| 4      | Metallica    | The Black Album                   |
| 5      | U2           | Achtung Baby                      |
| 6      | Coldplay     | A Rush of Blood to the Head       |
| 7      | Jeff Buckley | Grace                             |
| 8      | dEUS         | In a Bar, Under the Sea           |
| 9      | Moby         | Play                              |
| 10     | Radiohead    | The Bends                         |
| ...    | ...          | ...                               |
| 96     | Neil Young   | After the Gold Rush               |
| 97     | Zornik       | The Place Where You Will Find Us  |
| 98     | Jimi Hendrix | Electric Ladyland                 |
| 99     | Oasis        | (What's the Story) Morning Glory? |
| 100    | Millionaire  | Outside the Simian Flock          |

### 2006
De Album 100 van 2006 werd uitgezonden op 25 mei 2006.
| Nummer | Artiest               | Album                     |
| ------ | --------------------- | ------------------------- |
| 1      | Nirvana               | Nevermind                 |
| 2      | Pearl Jam             | Ten                       |
| 3      | Radiohead             | OK Computer               |
| 4      | Metallica             | The Black Album           |
| 5      | Red hot chili peppers | Californication           |
| 6      | U2                    | Achtung Baby              |
| 7      | Red Hot Chili Peppers | Blood Sugar Sex Magik     |
| 8      | Pink Floyd            | The Dark Side of the Moon |
| 9      | Jeff Buckley          | Grace                     |
| 10     | dEUS                  | Worst Case Scenario       |
| ...    | ...                   | ...                       |
| 96     | The Beatles           | Abbey Road                |
| 97     | Daan                  | Victory                   |
| 98     | Hooverphonic          | The Magnificent Tree      |
| 99     | Ozark Henry           | Birthmarks                |
| 100    | Foo Fighters          | One By One                |

### 2007
De Album 100 van 2007 werd uitgezonden op 17 mei 2007.
| Nummer | Artiest               | Album                                  |
| ------ | --------------------- | -------------------------------------- |
| 1      | Nirvana               | Nevermind                              |
| 2      | Pearl Jam             | Ten                                    |
| 3      | Radiohead             | OK Computer                            |
| 4      | Pink Floyd            | The Dark Side of the Moon              |
| 5      | Metallica             | The Black Album                        |
| 6      | U2                    | Achtung Baby                           |
| 7      | dEUS                  | Worst Case Scenario                    |
| 8      | Smashing Pumpkins     | Mellon Collie and the Infinite Sadness |
| 9      | Red Hot Chili Peppers | Californication                        |
| 10     | Metallica             | Master of Puppets                      |
| ...    | ...                   | ...                                    |
| 96     | Soulwax               | Much Against Everyone's Advice         |
| 97     | Counting Crows        | August and Everything After            |
| 98     | Queen                 | A Night at the Opera                   |
| 99     | Placebo               | Meds                                   |
| 100    | Jimi Hendrix          | Electric Ladyland                      |

### 2008
De Album 100 van 2008 werd uitgezonden op 1 mei 2008.
| nummers | artiest                 | albums                    |
| ------- | ----------------------- | ------------------------- |
| 1       | Nirvana                 | Nevermind                 |
| 2       | Radiohead               | OK Computer               |
| 3       | Pearl Jam               | Ten                       |
| 4       | Metallica               | The Black Album           |
| 5       | Pink Floyd              | The Dark Side of the Moon |
| 6       | U2                      | Achtung Baby              |
| 7       | Jeff Buckley            | Grace                     |
| 8       | dEUS                    | Worst Case Scenario       |
| 9       | Radiohead               | The Bends                 |
| 10      | Queens of the Stone Age | Songs for the Deaf        |
| ...     | ...                     | ...                       |
| 96      | The Sisters of Mercy    | First and Last and Always |
| 97      | Nick Cave               | The Boatman's Call        |
| 98      | Depeche Mode            | Violator                  |
| 99      | Rolling Stones          | Exile on Main Street      |
| 100     | Goose                   | Bring It On               |

### 2009
De Album 100 van 2009 werd uitgezonden op 21 mei 2009.
| Nummer | Artiest                 | Album                                 |
| ------ | ----------------------- | ------------------------------------- |
| 1      | Pearl Jam               | Ten                                   |
| 2      | Radiohead               | OK Computer                           |
| 3      | Nirvana                 | Nevermind                             |
| 4      | Pink Floyd              | The Dark Side of the Moon             |
| 5      | Metallica               | The Black Album                       |
| 6      | The Beatles             | Sgt. Pepper's Lonely Hearts Club Band |
| 7      | Radiohead               | The Bends                             |
| 8      | U2                      | Achtung Baby                          |
| 9      | Queens of the Stone Age | Songs for the Deaf                    |
| 10     | Metallica               | Master of Puppets                     |
| ...    | ...                     | ...                                   |
| 96     | Sigur Ros               | Takk...                               |
| 97     | Rolling Stones          | Exile on Main Street                  |
| 98     | Arsenal                 | Outsides                              |
| 99     | Joy Division            | Closer                                |
| 100    | Foo Fighters            | In Your Honor                         |

### 2010
De Album 100 van 2010 werd uitgezonden op 13 mei 2010 en gepresenteerd door Bram Willems en Ayco Duyster.
| Nummer | Artiest                 | Album                                                         |
| ------ | ----------------------- | ------------------------------------------------------------- |
| 1      | Pearl Jam               | Ten                                                           |
| 2      | Nirvana                 | Nevermind                                                     |
| 3      | Radiohead               | OK Computer                                                   |
| 4      | Pink Floyd              | The Dark Side of the Moon                                     |
| 5      | Metallica               | The Black album                                               |
| 6      | Queens of the Stone Age | Songs for the Deaf                                            |
| 7      | Muse                    | Origin of Symmetry                                            |
| 8      | Metallica               | Master of Puppets                                             |
| 9      | Arctic Monkeys          | Whatever People Say I Am, That's What I'm Not                 |
| 10     | The Beatles             | Sgt. Pepper's Lonely Hearts Club Band                         |
| ...    | ...                     | ...                                                           |
| 96     | Lou Reed                | Berlin                                                        |
| 97     | Arctic Monkeys          | Favourite Worst Nightmare                                     |
| 98     | The Sisters of Mercy    | First and Last and Always                                     |
| 99     | Amy Winehouse           | Back to Black                                                 |
| 100    | David Bowie             | The Rise and Fall of Ziggy Stardust and the Spiders from Mars |

### 2011
De Album 100 2011 werd uitgezonden op 2 juni 2011 en gepresenteerd door Bram Willems en Ayco Duyster.
| Nummer | Artiest                 | Album                                         |
| ------ | ----------------------- | --------------------------------------------- |
| 1      | Nirvana                 | Nevermind                                     |
| 2      | Pearl Jam               | Ten                                           |
| 3      | Queens of the Stone Age | Songs for the Deaf                            |
| 4      | Pink Floyd              | The Dark Side of the Moon                     |
| 5      | Metallica               | The Black Album                               |
| 6      | Radiohead               | OK Computer                                   |
| 7      | Arctic Monkeys          | Whatever People Say I Am, That's What I'm Not |
| 8      | The Beatles             | Sgt. Pepper's Lonely Hearts Club Band         |
| 9      | Metallica               | Master of Puppets                             |
| 10     | Nirvana                 | MTV Unplugged in New York                     |
| ...    | ...                     | ...                                           |
| 96     | The Killers             | Hot Fuss                                      |
| 97     | Oasis                   | Definitely Maybe                              |
| 98     | Foo Fighters            | In Your Honor                                 |
| 99     | The Cure                | Seventeen Seconds                             |
| 100    | Talking Heads           | Stop Making Sense                             |

### 2012
De Album 100 2012 werd uitgezonden op 17 mei 2012 en gepresenteerd door Bram Willems en Ayco Duyster.
| Nummer | Artiest                 | Album                                         |
| ------ | ----------------------- | --------------------------------------------- |
| 1      | Pearl Jam               | Ten                                           |
| 2      | Nirvana                 | Nevermind                                     |
| 3      | Queens of the Stone Age | Songs for the Deaf                            |
| 4      | Radiohead               | OK Computer                                   |
| 5      | Arctic Monkeys          | Whatever People Say I Am, That's What I'm Not |
| 6      | Metallica               | The Black Album                               |
| 7      | Pink Floyd              | The Dark Side of the Moon                     |
| 8      | The Beatles             | Sgt. Pepper's Lonely Hearts Club Band         |
| 9      | Arcade Fire             | The Suburbs                                   |
| 10     | U2                      | Achtung Baby                                  |
| ...    | ...                     | ...                                           |
| 96     | Prince                  | Sign “☮” the Times                            |
| 97     | Bob Dylan               | Blood on the Tracks                           |
| 98     | Therapy?                | Troublegum                                    |
| 99     | Massive Attack          | Blue Lines                                    |
| 100    | The Clash               | London Calling                                |

### 2013
De Album 100 2013 werd uitgezonden op 9 mei 2013 en gepresenteerd door Ilse Liebens en Joris Lenaerts.
| Nummer | Artiest                 | Album                                         |
| ------ | ----------------------- | --------------------------------------------- |
| 1      | Pearl Jam               | Ten                                           |
| 2      | Nirvana                 | Nevermind                                     |
| 3      | Queens of the Stone Age | Songs for the Deaf                            |
| 4      | Pink Floyd              | The Dark Side of the Moon                     |
| 5      | Arctic Monkeys          | Whatever People Say I Am, That's What I'm Not |
| 6      | Radiohead               | OK Computer                                   |
| 7      | Metallica               | The Black Album                               |
| 8      | Arcade Fire             | The Suburbs                                   |
| 9      | Muse                    | Origin of Symmetry                            |
| 10     | Fleetwood Mac           | Rumours                                       |
| ...    | ...                     | ...                                           |
| 96     | The Cure                | Seventeen Seconds                             |
| 97     | The Smashing Pumpkins   | Siamese Dream                                 |
| 98     | Eddie Vedder            | Into The Wild                                 |
| 99     | Amy Winehouse           | Back to Black                                 |
| 100    | Led Zeppelin            | Led Zeppelin II                               |

### 2014
In 2014 bestond de lijst uitzonderlijk uit 500 albums en kreeg het programma de toepasselijke titel Album 500. Het werd een 36 uur durende marathonuitzending, non-stop op 29 en 30 mei 2014. De lijst werd gepresenteerd door Ayco Duyster, Joris Lenaerts, Ilse Liebens, Nelles Decaluwé, Babette Moonen, Kim Muylaert, Frederika Del Nero en Frederick Vereecken.
| Nummer | Artiest                  | Album                                         |
| ------ | ------------------------ | --------------------------------------------- |
| 1      | Pearl Jam                | Ten                                           |
| 2      | Arctic Monkeys           | Whatever People Say I Am, That's What I'm Not |
| 3      | Nirvana                  | Nevermind                                     |
| 4      | Pink Floyd               | The Dark Side of the Moon                     |
| 5      | Queens of the Stone Age  | Songs for the Deaf                            |
| 6      | Metallica                | The Black Album                               |
| 7      | Radiohead                | OK Computer                                   |
| 8      | Oasis                    | (What's the Story) Morning Glory?             |
| 9      | Fleetwood Mac            | Rumours                                       |
| 10     | Rage Against the Machine | Rage Against the Machine                      |
| ...    | ...                      | ...                                           |
| 96     | The Cure                 | Seventeen Seconds                             |
| 97     | Jimi Hendrix             | Electric Ladyland                             |
| 98     | Massive Attack           | Blue Lines                                    |
| 99     | Pixies                   | Surfer Rosa                                   |
| 100    | Depeche Mode             | Violator                                      |
| ...    | ...                      | ...                                           |
| 496    | Bush                     | Sixteen Stone                                 |
| 497    | Coldplay                 | Mylo Xyloto                                   |
| 498    | SX                       | Arche                                         |
| 499    | Morphine                 | Cure for Pain                                 |
| 500    | The Rolling Stones       | Beggars Banquet                               |

### 2015
Ook in 2015 bestond de lijst uit 500 nummers.
| Nummer | Artiest                 | Album                                           |
| ------ | ----------------------- | ----------------------------------------------- |
| 1      | Pearl Jam               | Ten                                             |
| 2      | Nirvana                 | Nevermind                                       |
| 3      | Queens of the Stone Age | Songs for the Deaf                              |
| 4      | Arctic Monkeys          | AM                                              |
| 5      | Metallica               | The Black Album                                 |
| 6      | Pink Floyd              | The Dark Side of the Moon                       |
| 7      | Fleetwood Mac           | Rumours                                         |
| 8      | Radiohead               | OK Computer                                     |
| 9      | Muse                    | Origin of Symmetry                              |
| 10     | Oasis                   | (What's the Story) Morning Glory?               |
| ...    | ...                     | ...                                             |
| 96     | Prince                  | Purple Rain                                     |
| 97     | Sex Pistols             | Never Mind the Bollocks, Here's the Sex Pistols |
| 98     | Beastie Boys            | Ill Communication                               |
| 99     | Portishead              | Dummy                                           |
| 100    | Depeche Mode            | Violator                                        |
| ...    | ...                     | ...                                             |
| 496    | Radiohead               | Pablo Honey                                     |
| 497    | The Eagles              | Hotel California                                |
| 498    | Elvis Presley           | Elvis Presley                                   |
| 499    | Skunk Anansie           | Paranoid & Sunburnt                             |
| 500    | TC Matic                | Choco                                           |

### 2016
De Album 500 2016 werd uitgezonden op 5 en 6 mei 2016
| Nummer | Artiest                  | Album                                                         |
| ------ | ------------------------ | ------------------------------------------------------------- |
| 1      | Pearl Jam                | Ten                                                           |
| 2      | Arctic Monkeys           | AM                                                            |
| 3      | Nirvana                  | Nevermind                                                     |
| 4      | Pink Floyd               | The Dark Side of the Moon                                     |
| 5      | Prince                   | Purple Rain                                                   |
| 6      | Queens of the Stone Age  | Songs for the Deaf                                            |
| 7      | Fleetwood Mac            | Rumours                                                       |
| 8      | Arctic Monkeys           | Whatever People Say I Am, That's What I'm Not                 |
| 9      | David Bowie              | The Rise and Fall of Ziggy Stardust and the Spiders from Mars |
| 10     | Metallica                | The Black Album                                               |
| ...    | ...                      | ...                                                           |
| 96     | The Beatles              | Revolver                                                      |
| 97     | dEUS                     | The Ideal Crash                                               |
| 98     | Massive Attack           | Mezzanine                                                     |
| 99     | Black Sabbath            | Paranoid                                                      |
| 100    | Kendrick Lamar           | Good Kid, M.A.A.D City                                        |
| ...    | ...                      | ...                                                           |
| 496    | Florence and the Machine | How Big, How Blue, How Beautiful                              |
| 497    | The Smiths               | Meat Is Murder                                                |
| 498    | Moby                     | 18                                                            |
| 499    | Radiohead                | Pablo Honey                                                   |
| 500    | Michael Jackson          | Off The Wall                                                  |